# Cernaia, Mehedinți
Cernaia este un sat în comuna Corcova din județul Mehedinți, Oltenia, România.